# PR (сложеност)
PR је класа сложености свих примитивних рекурзивних функција, или еквивалентно – скуп свих формалних језика који се могу определити таквом функцијом. То укључује сабирање, множење, степеновање, тетрацију итд.
Акерманова функција је пример функције која није примитивно-рекурзивна, што показује да је PR строго садржан у R.
Са друге стране, можемо да „пребројимо“ сваки рекурзивно-пребројив скуп (погледај одговарајућу класу комплексности RE) помоћу примитивно-рекурзивне функције. Ово радимо на следећи начин: за задати улаз (M, k), где је M Тјурингова машина, а k цео број, ако се M заустви у оквиру k корака излаз је M. У осталим случајевима се на излазу не појављује ништа. Унија излаза за све могуће улазе (M, k) је тачно скуп машина M које се заустављају.
PR строго садржи ELEMENTARY.